# Kriechbaumerella nepalensis
Kriechbaumerella nepalensis är en stekelart som beskrevs av T.C. Narendran 1989. Kriechbaumerella nepalensis ingår i släktet Kriechbaumerella och familjen bredlårsteklar.
Artens utbredningsområde är Nepal. Inga underarter finns listade i Catalogue of Life.